# الملاك موروني

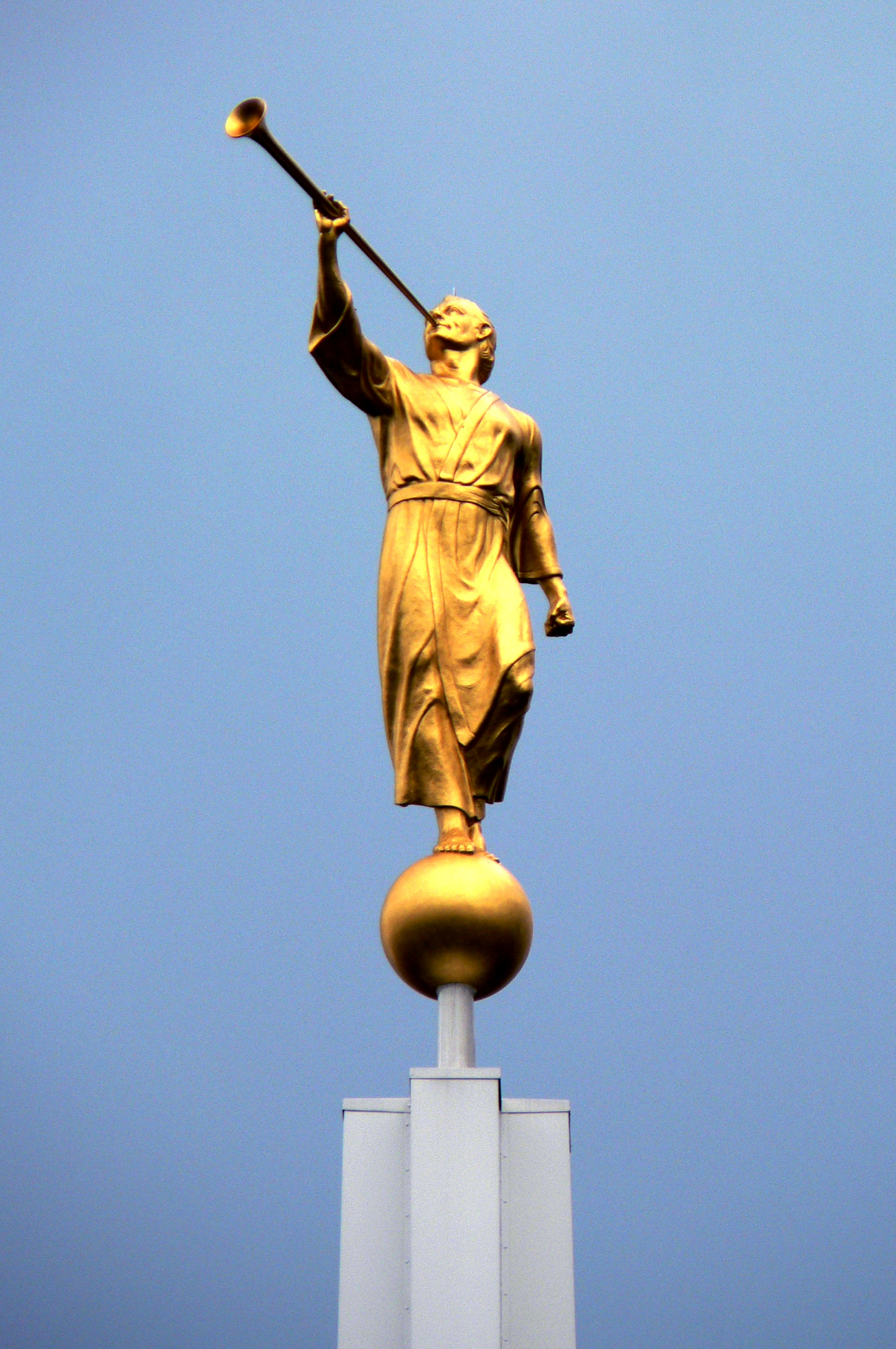
تمثال الملاك موروني في برن بسويسرا

الملاك موروني (بالإنجليزية: Angel Moroni)‏ هو ملاك ادعى جوزيف سميث مؤسس كنيسة يسوع المسيح لقديسي الأيام الأخيرة المعروفة بالمورمونية أنه كان يأتيه بالوحي والتعاليم.

## بعض الادعاءات
يدعي المورمون أن هذا الملاك قد كشف لسميث بقعة دُفنت فيها ألواح ذهبية تحتوي على تاريخ أميركا القديم، وأن هذه الألواح مكتوبة بالهيروغليفية المصرية المصحّحة، وأن سمث الفلاّح الأميّ ترجمها في مدة ثلاثة أشهر وهو لم يكن قد بلغ الرابعة والعشرين من عمره.
ويدّعي المورمون أن الملاك أعطى جوزيف سميث حجريْن شفّافين (الأوريم والتميم). وهذا الحجران كشفا له ترجمة الألواح في اللغة الإنكليزية. وبينما كان يقرأ الترجمة بسرعة، كان مساعده يدوّن ما يسمع دون أن يرى شيئاً لأن ستاراً كثيفاً كان يفصل بينه وبين سميث.